# Joan Maragall i Gorina
Joan Maragall i Gorina   (Barcelona, 10 d'octubre de 1860 - Barcelona, 20 de desembre de 1911) fou un poeta i escriptor català, figura cabdal dins la poesia modernista del canvi de segle xix al xx. La seva obra manuscrita es conserva a l'Arxiu Joan Maragall de Barcelona.
Membre de la intel·lectualitat culta de la Barcelona de la Renaixença, de la qual havia heretat el floralisme i el retoricisme, va fer una defensa de l'espontaneïtat i de la recerca de la simplicitat i arribà a desenvolupar la seva «teoria de la paraula viva», que va crear escola. Va fer de la seva obra poètica la vessant literària més coneguda, si bé destaca la important producció en prosa, amb més de 450 textos, entre articles, assaigs, discursos, semblances biogràfiques i pròlegs. A més, la gran activitat com a periodista al Diari de Barcelona i La Veu de Catalunya va ser un dels mitjans que li va permetre projectar una opinió que generà una important influència social. Així mateix, va traduir al català obres de Goethe, Nietzsche i Novalis, de tal manera que introduí a Catalunya una bona part de la literatura alemanya.
En el vessant personal, Joan Maragall va ser un home d'arrels religioses i una forta implicació política. Entre «l'adéu, Espanya!», formulat a l'Oda a Espanya, i l'iberisme, la seva influència sempre va ser vigent a Catalunya de forma més o menys visible. Va ser un personatge amb múltiples contactes, amb els quals mantenia una extensa correspondència d'un interès que supera de molt el fet purament anecdòtic o biogràfic.

## Biografia

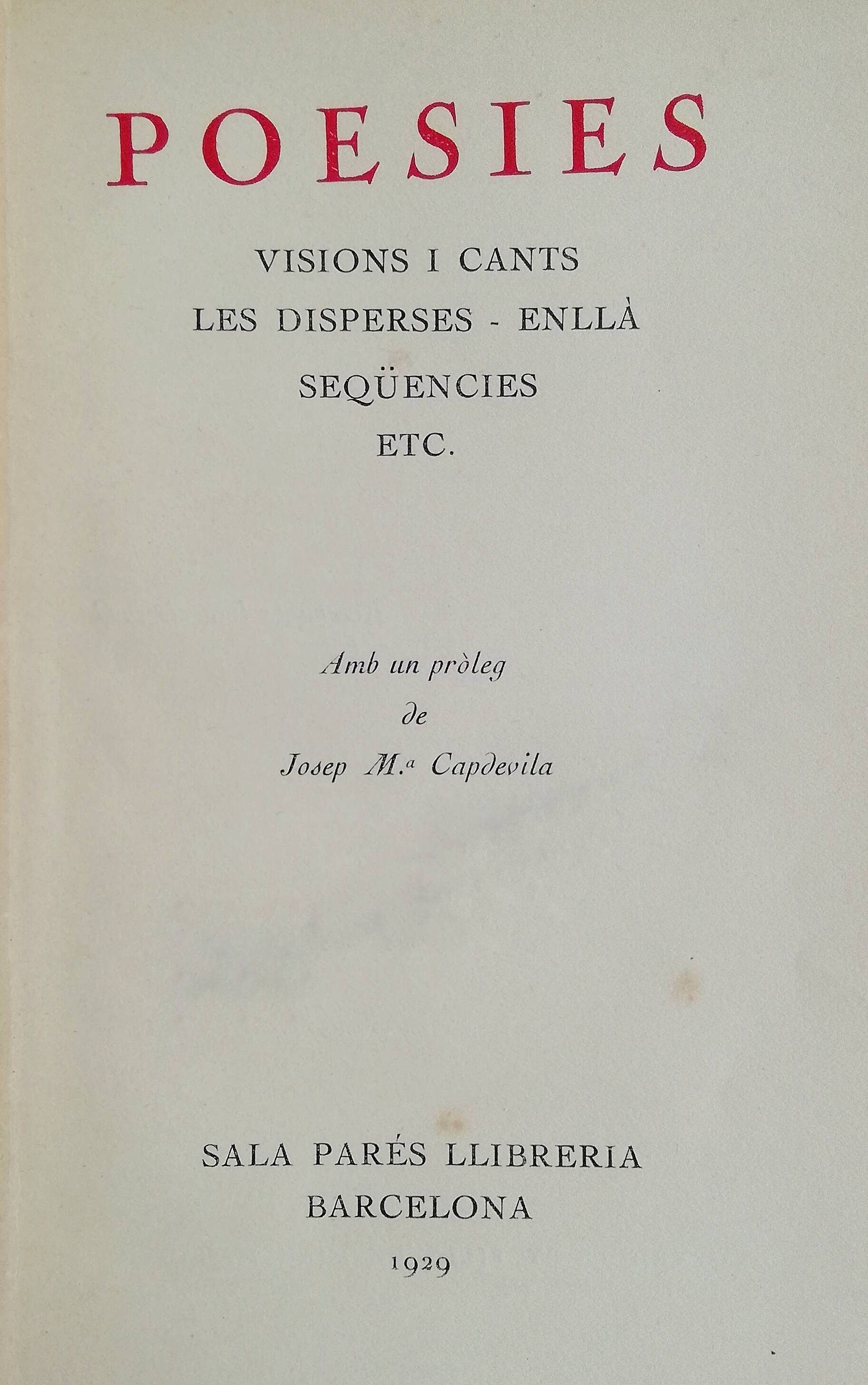
Primer volum de les obres completes de Joan Maragall editades per la Sala Parés l'any 1929, on apareixen poesies tant emblemàtiques com el Cant Espiritual, La vaca cega o El Cant de la Senyera

Joan Maragall va ser el fill petit (eren tres germanes i ell) del matrimoni format pel fabricant tèxtil barceloní Josep Maragall i Vilarosal (ca.1825-1900), i Rosa Gorina i Folch (†1903), provinent d'una família d'industrials de Sabadell. Va néixer al carrer de Jaume Giralt, 4 al barri de Santa Caterina de Barcelona, on el seu pare tenia la fàbrica, i va ser batejat a la Catedral de Barcelona el 14 d'octubre de 1860, rebent els noms de Joan, Josep i Eduard, sent els seus padrins Joan Gorina i Folch, germà de la mare, i la seva esposa Teresa Parasols i Armengols.
El 1875, i després d'uns anys d'estudi, va començar a treballar com a aprenent a la indústria familiar. Aquest fou un període que ell mateix definí com «d'infelicitat», ja que va ser arrencat dels llibres només acabar el batxillerat per anar a treballar a la indústria. Va ser un cop molt fort per al jove Joan que, furtivament, començava a escriure poesies en unes estones que robava a la feina.
L'any 1877 va viatjar amb tota la família, primer a València i per Espanya –Granada, Còrdova, Madrid i Saragossa–, i a continuació a Marsella i París. Maragall recordava aquests viatges de la seva adolescència com autèntics «oasis de goig, dos respiros, la meva situació era insostenible; passats dos anys vingué la convicció que jo no servia per a industrial y se'm donà a escollir carrera». Finalment, després d'una forta discussió amb el seu pare, l'octubre de 1879 va deixar la fàbrica per a ingressar a la facultat de dret.

### Joventut, primeres lletres i la creació delcírcol
Maragall ja havia publicat el primer poema Óptica al diari Lo Nunci el 22 de setembre de 1878, però fou a la facultat on va tenir l'oportunitat de desenvolupar l'interès per les lletres. Va compartir amb els companys d'estudis tertúlies en les quals debatien sobre les lectures, l'òpera i la música en general. El grup dels set companys més afins s'autoanomenava «el círcol», i hi figuraven amics –com Antoni Roura, Josep Maria Lloret i Garrigosa o Josep Soler i Miquel– que ho serien per a tota la vida. Va ser un període de definició personal, de lectures romàntiques, d'escriptura de poesies, algunes emulant la literatura barroca espanyola, unes altres d'amoroses o simples divertiments. L'afirmació passava per una certa rebel·lia, per una tendència anarquitzant i la defensa del nihilisme. Maragall va passar en aquells moments per una fase d'enamorament pròpia de l'edat, d'estimar i voler ser estimat, i arribà a obsessionar-se a no aconseguir els seus objectius. Es coneixen dos amors previs al de Clara, la que seria la seva esposa: Amanda, amb qui coincidiria al Liceu i a qui en l'epistolari que mantenia amb el seu amic Josep Maria Lloret dedicaria frases apassionades, i que, a més, seria la destinatària del seu poema «A dues violetes»; i Teresa Ferran, una estiuejant de Puigcerdà.
Va manifestar-se admirador de la literatura germànica, a la qual havia arribat a partir de la traducció del poeta valencià Teodor Llorente i la seva obra Leyendas de Oro. Llorente el va introduir a l'obra de Friedrich von Schiller, Heinrich Heine i especialment Goethe. El 1881 va llegir de Goethe la versió francesa de Werther, Faust i Hermann i Dorothea, mentre que, paral·lelament, es manifestava com un «catalanista entusiasta» i llegia Recuerdos de viaje de Víctor Balaguer. Inspirat en aquestes obres, va escriure el poema Dins sa cambra, amb el qual va guanyar el seu primer premi literari als Jocs Florals de Badalona de 1881. Per poder entendre les obres germàniques en la seva llengua vernacla, va fer servir el llibre d'Eugène Favre Premières leçons d'allemand ou grammaire élémentaire et pratique de la langue allemande, si bé el 1882 va decidir començar a estudiar amb un professor particular, Jaume Sturzenegger, un bavarès que vivia prop dels Maragall i amb qui va mantenir contactes al llarg de la seva vida.
Quan es va llicenciar el 27 de juny de 1884, va decidir regalar-se les obres de Goethe en alemany. A continuació va entrar a treballar de passant al despatx de l'advocat Danés, on, segons explicava en una carta a Josep Maria Lloret, «tinc poca feina i a les tardes aprofito per anar a l'Ateneu i a la nit al Liceu». Maragall vivia sense obligacions ni penúries econòmiques, dedicat a una vida relaxada, envoltat d'amics; un habitual de les tertúlies, un jove lliure de responsabilitats. El 1886 es va fer soci de l'Ateneu Barcelonès, on es va relacionar amb escriptors com Josep Yxart, Joan Sardà i Narcís Oller, entre d'altres.

### Crisi econòmica i maduresa imposada

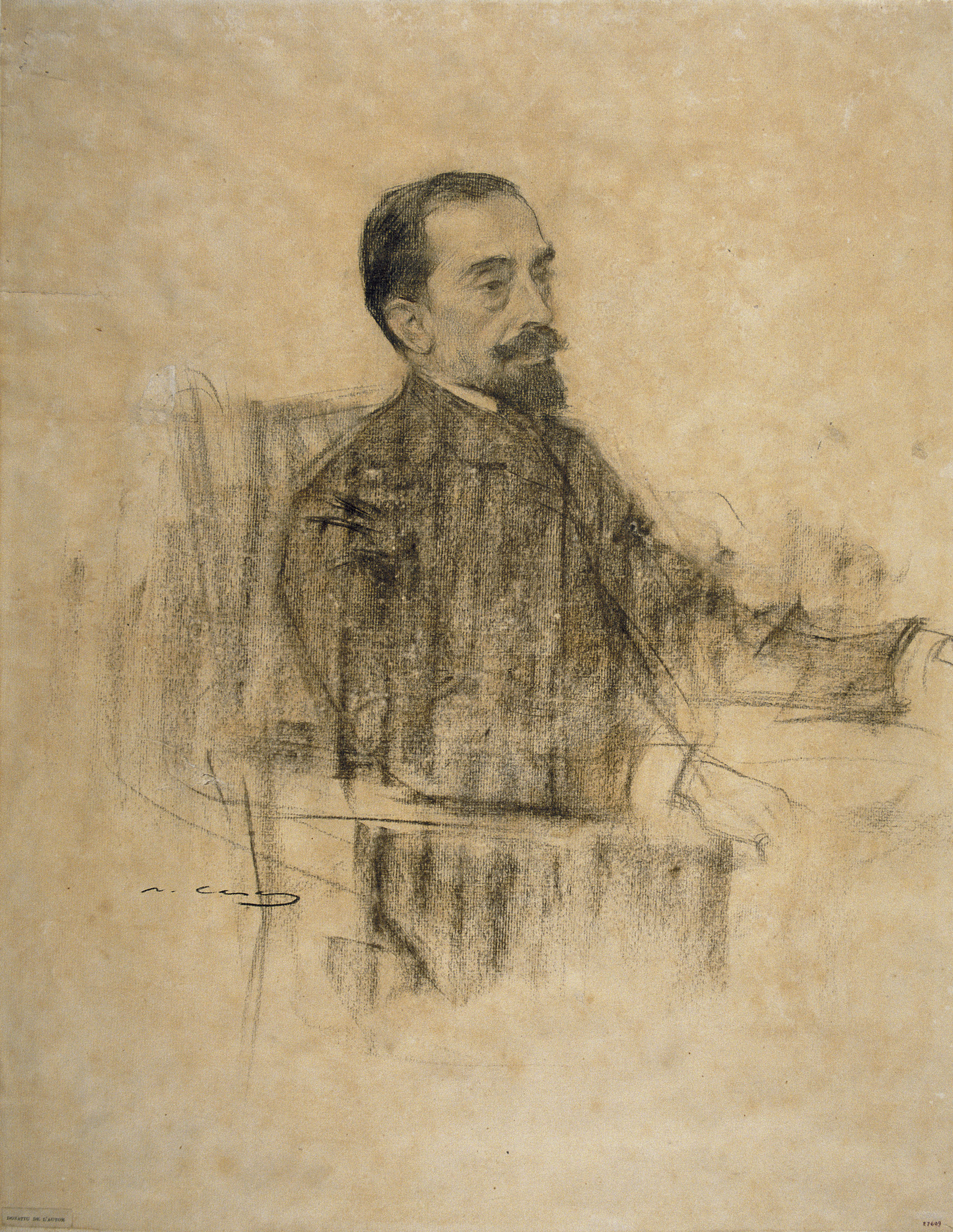
Joan Maragall, vist per Ramon Casas (MNAC)

L'any 1886, el seu pare va explicar en una reunió familiar que tenia problemes econòmics a causa d'unes inversions fallides. Davant la greu situació, va patir una crisi que li feu perdre l'autoestima. Joan Maragall, com a únic fill mascle, es va veure forçat per la família a intervenir-hi i a agafar les regnes de la situació, i hagué de renunciar a la còmoda vida anterior. Però, a més, va suposar un cop per al jove menyspreador de les convencions socials i amant de la naturalesa i la bellesa; va haver d'entrar en contacte amb un món que desconeixia i que li repugnava, i arribà a manifestar: «Renego de la societat, del progrés, del diner, de l'educació, del dret, de la moral i de qui va inventar totes aquestes porqueries».
Les Notes autobiogràfiques que havia començat a escriure en complir els 25 anys, les va acabar aquell mateix any 1886. El darrer paràgraf marca clarament el seu sentiment sobre el moment que vivia: 
| « | Aquí acaba la meva joventut. Una obra de geni, lo «Werther», me convertí de noy en jove. Un fet, la pèrdua de la meytat de la fortuna de casa, me converteix de jove en home. Edat la més hermosa de la vida, adéu per sempre ! Ilusions d'amor y de glòria, a Déu siau. | » |

### La família
Estiuejant a Puigcerdà el 1888, Maragall va conèixer Clara Noble Malvido (1872 - 26 d'abril de 1944), filla del comerciant anglès Ernest Noble Barber i d'una dama andalusa, María de las Angustias Malvido Nocedo. Clara esdevindria la seva esposa, tot i que en aquell moment només la veia com el que era, una adolescent de setze anys.
Fins que va fer els trenta anys el preocupava encarrilar la seva vida professional i personal. Va entrar a treballar al despatx de l'advocat Brugada i l'any 1890, quan semblava que es resignava a ser un advocat de segona, va trobar feina al Diari de Barcelona com a secretari del director, Joan Mañé i Flaquer. S'obria així una nova perspectiva professional. El seu trentè aniversari va representar un punt d'inflexió, i quasi d'obsessió, per no haver formalitzat una relació amorosa estable, després de la seva ruptura amb Teresa Ferran. Va ser llavors que començà la relació epistolar amb Clara Noble, amb qui, després d'uns mesos de festeig formal, es va casar el 27 de desembre de 1891. L'enllaç fou el resultat d'un enamorament apassionat i força diferent d'altres propostes «més interessades» que li començava a fer la família. De viatge de noces varen anar a Niça, Montecarlo, Florència, Pisa, Gènova i Marsella.
La parella es va instal·lar en un pis del carrer Roger de Llúria, 2; al cap de tres anys es varen traslladar al passeig de Gràcia, 64 (actual 20); el 1896 van tornar a canviar de casa per anar al carrer Consell de Cent n. 344, i el 1899 s'instal·laren al que seria l'habitatge definitiu i que ha esdevingut la casa pairal de la nissaga Maragall i l'actual Casa Museu, al carrer d'Alfons XII, 79, al barri de Sant Gervasi, el mateix carrer on vivien els seus sogres, els Noble Malvido, i molt a prop del carrer Brusi, on hi havia el Diari de Barcelona. Varen tenir tretze fills: Helena (1893), Maria (1894), Eulàlia (1896), Clara i Anna (1899) Josep (1900), Joan-Anton (1902), Ernest (1903), Guillem (1905), Raimon (1906), Elvira (1907), Gabriel (1909) i Jordi (1911).
Així, Joan Maragall és avi de Pasqual Maragall, 127è President de la Generalitat de Catalunya, Ernest Maragall i Mira, Pau Malvido, Jordi Maragall i Mira, Joan-Anton Maragall i Garriga i Julio Maragall. És besavi de Cristina Maragall i ressogre de Diana Garrigosa.

### Maduresa personal i professional

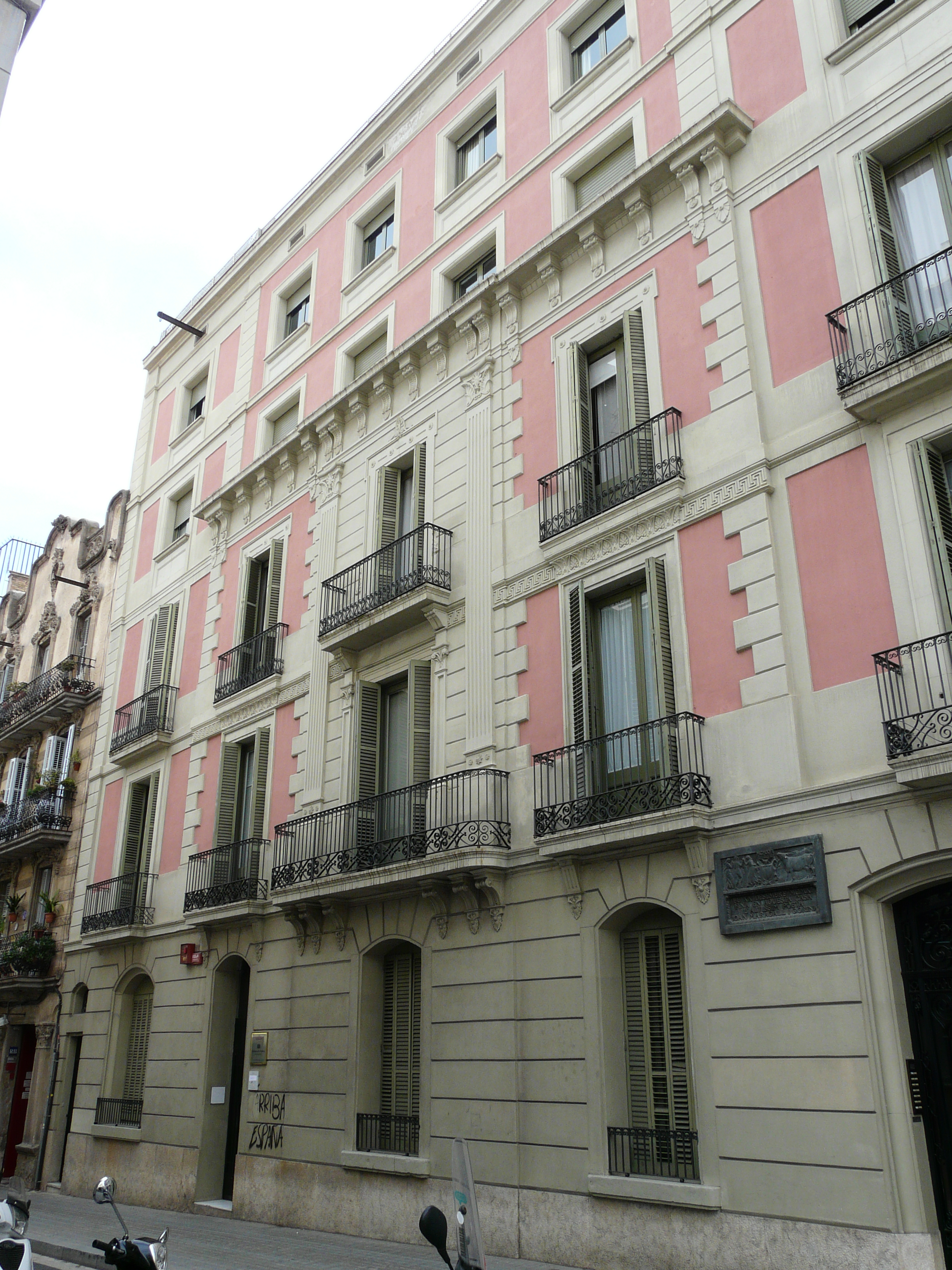
Casa del poeta a Sant Gervasi. Actualment hi ha l'Arxiu Joan Maragall

La feina de secretari de redacció al Diario de Barcelona va representar la seva professionalització com a escriptor. La col·laboració amb el diari, entre el 1892 i el 1903, es va materialitzar en 248 articles, que li serviren per infiltrar les idees modernistes a una burgesia conservadora.
El 13 d'abril de 1893 va acceptar el nomenament de membre numerari de l'Acadèmia de Bones Lletres de Barcelona. Uns mesos més tard va ser un testimoni presencial de la bomba del Liceu, atemptat que produiria un canvi en la seva concepció del comportament humà.
L'any 1895 fou nomenat secretari de l'Ateneu Barcelonès, i en condició de tal és testimoni del primer discurs d'inauguració de curs fet en català per Àngel Guimerà. A començaments de 1899, Enric Prat de la Riba refundà La Veu de Catalunya com a òrgan de la Lliga Regionalista, i oferí la direcció de la publicació a Maragall, però el poeta hi va renunciar.
El 5 de maig de 1900 morí el seu pare i ell patí una forta depressió reactiva. La seva dona Clara decidí posar-lo en mans del doctor Robert, qui li va recomanar que desconnectés de la vida urbana i que es traslladés a Cauterets. Durant els primers anys del nou segle, Maragall, encara afectat per la mort del seu pare i també pel suïcidi del seu amic Josep Soler i Miquel (1897), va veure com perdia altres éssers estimats: Joan Mañé i Flaquer el 1901, sa mare el 1902 i Antoni Roura el 1910.}
El 1902 va publicar «La Patria Nueva», un article pel qual fou processat. Aquest fet i la publicació de «San Jorge, patrón de Cataluña», «Sentimiento catalanista» i «El trágico conflicto» li varen suposar un enfrontament amb el nou director del Diario de Barcelona, i Maragall va abandonar la redacció durant uns anys. El mateix any 1902 va ser nomenat president de l'Ateneu Barcelonès i hi pronuncià el discurs «Elogi de la paraula», en el qual desgranava la seva teoria de la «paraula viva», juntament amb l'opuscle «Elogi de la poesia».
Entre 1904 i el 25 de febrer de 1906 va tenir una col·laboració continuada a Ilustració Catalana, on va publicar un total de vint-i-dos articles. Uns mesos abans de la seva mort, el 1911, va entrar com a membre fundador de la Secció Filològica de l'Institut d'Estudis Catalans.

### La seva mort

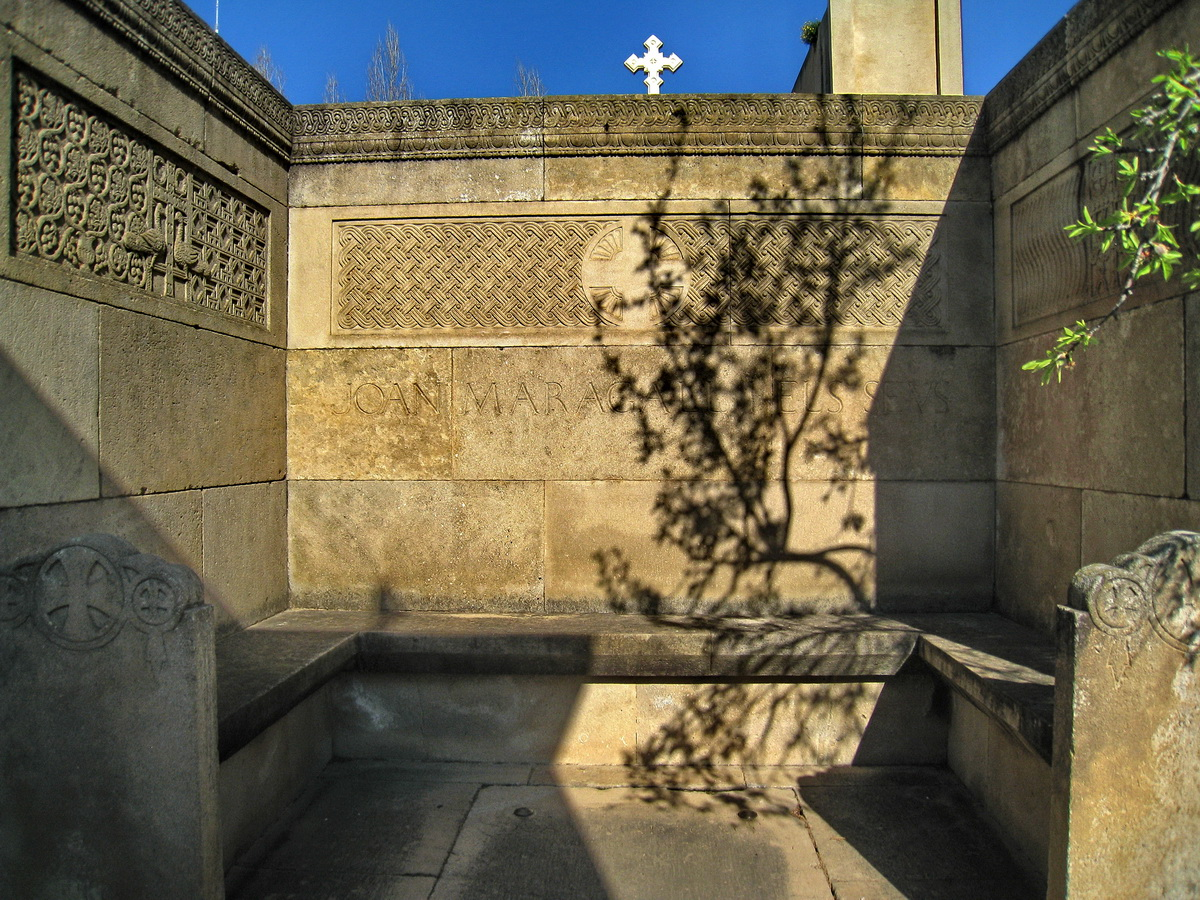
Mausoleu del poeta amb la inscripció «Joan Maragall i els seus», al cementiri de Sant Gervasi

Joan Maragall va morir el 20 de desembre de 1911 amb només 51 anys. Havia agafat una estranya malaltia diagnosticada com a febre de Malta, encara que la febre no es va presentar fins als darrers dies, tot i estar al llit des de començament de desembre.
La seva mort va suposar un cop molt fort dins del món de la cultura i va provocar innombrables mostres de condol.

## Corrents en la seva obra
La temàtica de l'obra de Joan Maragall és molt diversa. Tots els motius eterns de la poesia hi són presents: l'amor, la natura, el cant a la seva terra i a la seva ciutat, llegendes i herois de Catalunya, els elements espirituals; els temes sempre són tractats amb un lirisme directe i primari, expressiu i sincer. La seva poesia passa per diverses etapes però sempre influïda per dos corrents: el vitalisme, d'arrel nietzschiana, i el decadentisme. En la natura, com en el paisatge i les tradicions –tòpics dels poetes romàntics–, Maragall hi veia unes possibilitats vitals, de salut, de regeneració, de l'energia vital.
Maragall representa una ruptura ideològica i literària amb la generació immediatament anterior a la seva, i no volia tenir res a veure amb el positivisme i el naturalisme de mitjan segle xix, que Joaquim M. Bartrina, Pompeu Gener i Narcís Oller representaven a Catalunya. Va entroncar amb l'idealisme de les darreres generacions romàntiques gràcies al seu amic Josep Soler i Miquel i Joan Sardà. Va contribuir decisivament a la recuperació del catalanisme a través d'uns gèneres que incideixen en la col·lectivitat (cants, himnes i cançons), i també a través de la seva pròpia poètica, dinamitzant la llengua i arraconant formes massa complexes. Els poemes del seu segon llibre, Visions i Cants, publicat el 1900, en seran el millor exemple. Mitjançant aquest procés de simplificació va arribar a la consolidació de la reflexió sobre la pròpia experiència creadora, la teoria de la «paraula viva»; des d'aquí, assolí una major llibertat en les tècniques mètriques i de versificació, en els recursos lingüístics i en els procediments retòrics. La seva obra Enllà, publicada el 1906, recull aquesta tendència.
La seva activitat com a traductor el portà a aprofundir en el coneixement de les llengües, a enamorar-se dels originals i eixamplar cada dia més el camp de la seva visió. Autors com Ruskin, Schopenhauer, Carlyle, Nietzsche i Novalis els va interioritzar profundament. Novalis, però, més que cap altre.

### Teoria de la «paraula viva»
Maragall va viure la transició de la Renaixença al Noucentisme. De la primera, n'havia heretat el floralisme i el retoricisme, però va fer una defensa de l'espontaneïtat i de la recerca de la simplicitat, arribant a desenvolupar la seva «teoria de la paraula viva», que va crear escola. Rebutjava la grandiloqüència i perseguia una naturalitat emanada de l'experiència personal. Apropava el llenguatge a la parla col·loquial, deslligant-se de límits formals, convertint-se en un exponent de vitalisme contrari al simbolisme, que havia reduït la dimensió social de la poesia.

La «paraula viva» s'oposa a les paraules vanes amb la força espontània de la sinceritat, lluny de la retòrica i connectada amb el parlar popular, amb el «català que ara's parla». Amb tot, la defensa de l'espontaneïtat de Maragall no va aparellada a la improvisació ni a la renúncia de la correcció, perquè Maragall revisava molt a fons els seus poemes. Com expressava Agustí Bartra i Lleonart: 
| « | «La poesia per a ell, és inspiració total, troballa estremida de la realitat o somni profètic, és a dir, una realitat futura acostada a la realitat. Aconsegueix integrar en una forma apol·línia l'emoció de la seva temporalitat transcendent, les seves càlides veritats humanes, la seva sorpresa davant la vida i la mort». | » |

Per a Manuel de Montoliu, la paraula viva és «l'expressió completament cristal·litzada;... no és l'expressió, és una super-expressió, en que el verb, encara en ignició, se volta i s'embolcalla a si mateix d'una aurèola d'irradiacions i fluids impalpables i irreductibles a l'anàlisi dels laboratoris on se manipula la Paraula humana.»

## Etapes de la seva vida
Tot i les diferents categoritzacions que s'han elaborat i les discrepàncies existents, a l'«esbós biogràfic» realitzat per Gabriel Maragall, aquest autor estructura la biografia de Joan Maragall en quatre seccions o etapes cronològiques.}

### Primera etapa (1860-1891)
Aquesta primera etapa d'escriptor i poeta, anomenada sovint com a «vitalista», abasta des de les seves primeres obres fins al seu casament, l'any 1891, i destaca pels poemes plens de vitalitat i energia. El poeta pateix una crisi de joventut que acaba quan poden confluir «les inclinacions naturals i els valors espirituals: és l'amor a la dona real el que acaba la trasbalsada, incoherent però riquíssima actitud de l'home que ha deixat de ser un infant». La dona és definida com «el receptacle perfecte o la conjunció on s'encarnaven i prenien realitat els somnis i les divagacions». És el període recollit a les «Notes autobiogràfiques» dels vint-i-cinc anys i a les cartes i poemes conservats d'aquest període, inclòs l'epistolari amb Josep Maria Lloret.
El 30 d'abril de 1888 va publicar el seu primer poema important, L'oda infinita, una obra que conté la seva teoria poètica.
El 1891, amb motiu de les seves noces, es va fer un recull de tota la seva obra pròpia o traduïda que, sota el nom de Poesias i en una edició limitada de cent exemplars, li varen regalar els seus amics Enric Buxaderas, Jeroni Buxareu, Emili Clausolles, Joan Gubern, Francesc Matheu, Narcís Oller, Josep Ribas, Anton Romaní, Víctor Sanpere, Joan Sardà, Josep Soler, Josep Ventayol i Josep Yxart.

### Segona etapa (1892-1900)
En aquesta etapa s'alterna el vitalisme amb el decadentisme; es manifesta un Maragall dual que Gaziel descriu amb la seva teoria del «doble fons», una figura desenvolupada arran d'unes paraules de Maragall on manifestava: «La vida, contemplada per sobre i en total, és hermosa: la vida, viscuda, és trista». D'aquesta manera explicava el fet que apareguin a l'obra de Maragall, per una banda, uns textos de procedència més aviat externa i intel·lectual —els comentaris d'actualitat al Diario de Barcelona— i, per l'altra, uns altres procedents d'una font més profunda i íntima, els textos més religiosos.
La seva feina al Diario de Barcelona va representar la seva professionalització com a escriptor, i el 22 d'octubre de 1892, es va estrenar com a redactor amb l'article «El Paraguay». El 1893 va començar a publicar a la revista L'Avenç amb un article sobre Nietzsche que va ser el seu primer article en català i que va signar amb el pseudònim «Pamphilos». Posteriorment va col·laborar-hi com a traductor i poeta, i bona part de la seva obra va ser editada mitjançant aquesta publicació.
Mentrestant, el 1892 va escriure Pirinenques, una obra amb fragments decadentistes, i el mateix any va participar en la Festa Modernista de Sitges, on va donar a conèixer fragments de Nietzsche. A l'estiu, de vacances a Sant Joan de les Abadesses va escriure La vaca cega.
A la seva col·laboració setmanal com a articulista, parla sobre la ciutat, sobre política propera i internacional, sobre costums i sobre els nous invents. Té una clara vocació didàctica, mirant de guiar la burgesia barcelonina mancada d'inquietuds culturals, cosa que a Maragall el molestava extraordinàriament.
L'any 1893, en arribar a casa després de la bomba del Liceu va veure la seva dona donant el pit al seu fill i a partir d'aquesta imatge va escriure Paternal, que esdevé una optimista declaració de fe en la bondat última de la vida, i l'afirmació de la innocència sobre els interessos polítics, l'odi i la por. De fet, la força del poema consisteix, no en el simple contrast entre la vida pública i la privada, sinó en l'associació entre dos tipus de barbàrie: la de la violència civil i la de l'infant innocent.
D'aquest mateix any és el poema Excelsior, que també prové del vitalisme nietzschià. Parla del rebuig a l'immobilisme ideològic i proclama el viatge inacabable, obert a tot el que és nou; un programa de vida, intentant no perdre el nord, a la recerca d'un objectiu, insistint en el viatge mateix, el moviment continu.
El 1894 i una mica influït per la moda del moment va entrar en un període decadentista del qual destaquen les Estrofes decadentistes (1894) i el recull Poesies (1895), estructurat en tres parts: Claror, Pirinenques i Tríptic de l'any, amb L'oda infinita com a pròleg i Excelsior com a epíleg. En aquest recull apareix publicat La vaca cega, un poema que s'inclou dins la temàtica de la natura, un dels temes cabdals en la poesia de Maragall.
Aquell mateix 1894 va guanyar l'Englantina d'or als Jocs Florals de Barcelona amb el poema La sardana; a l'edició del 1896 va obtenir la Viola d'argent amb El mal caçador.
En aquesta segona etapa Maragall comença a desenvolupar un catalanisme diferent del de la Renaixença que aparellava al vitalisme. L'any 1898 va publicar els seus «tres cants de guerra»: Els adéus, Oda a Espanya i Cant del retorn, iniciant-se un procés de ruptura amb Espanya.
Cap al 1900 Maragall ha acceptat uns valors morals i, al mateix temps, és capaç de sentir-se lliure dels dictats de les pròpies idees i d'obrir-se a tot el que li arriba.

### Tercera etapa (1901-1906)
L'inici d'aquesta etapa es caracteritza per una serenitat relacionada amb la pèrdua dels amics (el 1897 mor Josep Soler i Miquel, i l'amistat amb Pijoan no comença fins al 1902). Els amics, no solament l'estimulaven sinó que també l'apartaven «del seguiment de les pròpies conviccions». L'actitud de Maragall és «prompta a l'entrega i a la renúncia, a la serenitat i a la nostàlgia».
El 1900 escriu el seu llibre culminant Visions & Cants; és el moment en què comença el distanciament del modernisme i esdevé un escriptor de fama reconeguda. En aquests anys va traduir Novalis, escriptor alemany, i va fixar la seva teoria literària. El seu Elogi de la paraula, pronunciat el 1903 en ser elegit president de l'Ateneu de Barcelona, és un discurs on remarcava el poder que té la paraula per expressar tot el pensament.
L'any 1904 Maragall va ser proclamat Mestre en Gai Saber.

### Quarta etapa (1907-1911)
En aquesta etapa, Maragall «entra en una fase de relativa passivitat». Aquest període es caracteritzarà per una «transfusió de corrents de dintre a fora i de fora a dintre», que constitueix una «osmosi espiritual». La data de 1907 és clau: «El procés de purificació espiritual durà, quasi, tota la seva vida. Però des de l'any 1907, els cinc últims anys, és transparent per a tothom. Seguint-lo en aquests temps seguim un autèntic catecumen.» En aquests anys «s'anà definint i conformant el veritable missatge que havia de deixar». Gabriel Maragall subratlla l'actitud contemplativa del poeta —que aquests anys escriu menys—, i repassa els escrits sobre la Setmana Tràgica, el «Cant espiritual» i la darrera sèrie d'articles al Diario de Barcelona, on Maragall abomina de l'esperit gregari i defensa la humanitat manifestada en l'individu concret. Tot l'any 1911 transcorre sota el pressentiment de la mort, que Gabriel Maragall defensa d'acord amb el testimoni de Clara Noble i dels fills més grans.
En aquests anys Maragall va patir un moment de depressió degut a la incomprensió que sentia i se sentí incòmode davant l'avanç del Noucentisme. D'aquesta època són Enllà (1906), un recull de poesies on apareix la segona part del Comte Arnau, Haidé (1906) i Nausica (1906), basat en el personatge d'aquest nom de l'Odissea d'Homer.
En aquesta última etapa Maragall recupera l'individualisme i el vitalisme de les primeres èpoques. Es dedica a intranquil·litzar l'ànim burgès que s'autoexculpa dels fets de la Setmana Tràgica amb articles com La Iglésia cremada. D'aquesta època és Seqüències, que conté el Cant Espiritual i la tercera part d'El comte Arnau i Oda nova a Barcelona.

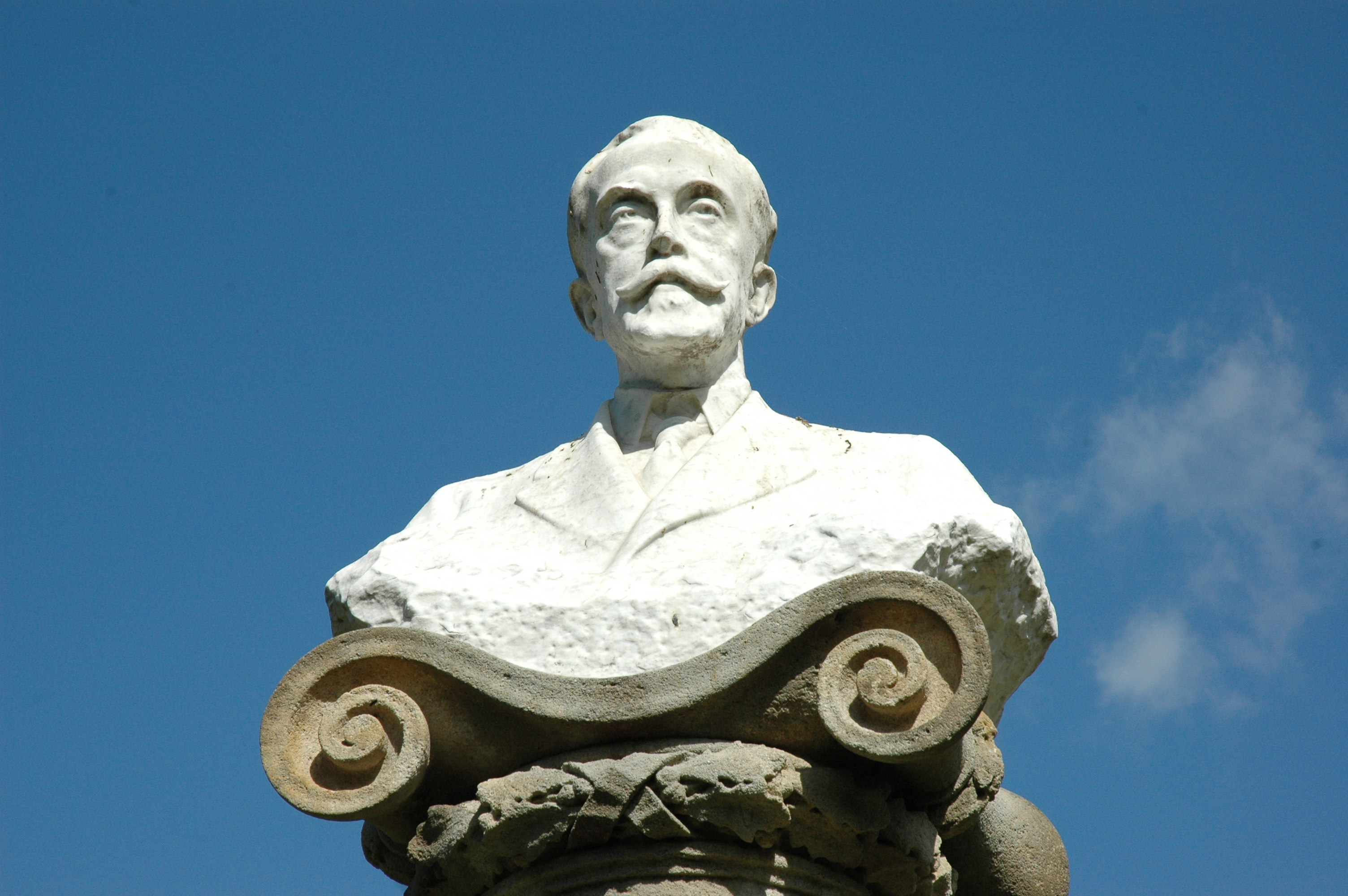
Estàtua de Joan Maragall i Gorina, obra d'Eusebi Arnau, col·locada el 14 de maig de 1913 al Parc de la Ciutadella.

## Política i religió

### Pensament religiós
La relació de Maragall amb el catolicisme va evolucionar de forma diferent al llarg de la seva vida, considerant en certs moments que el llenguatge catòlic era insuficient per expressar el seu pensament religiós. S'ha considerat que el seu catolicisme era merament epidèrmic, fruit d'una autoimposició. Segons Josep Palau i Fabre: «Maragall és panteista i pagà. No és sinó per disciplina, per autoprescripció, que esdevé cristià.» Amb tot, els textos en què Maragall utilitza un llenguatge inequívocament cristià són nombrosos, tant o més que els panteistes i pagans.
L'evolució del seu pensament religiós passa per quatre etapes:
- la religió de la bellesa (1860-1890)
- l'exaltació dels forts (1890-1901)
- un neoespiritualisme modernista (1901-1906)
- la relació amb l'eternitat (1906-1911)

A la primera etapa (1860-1890) va evolucionar de ser un infant plenament catòlic a un rebuig en l'adolescència i una recuperació panteista d'arrel romàntica en la seva joventut. La seva religió era una exaltació de la naturalesa, l'art, l'amor i la bellesa; en definitiva, una religió romàntica i estètica. Al mateix temps, rebutjava la burgesia a la qual pertanyia.

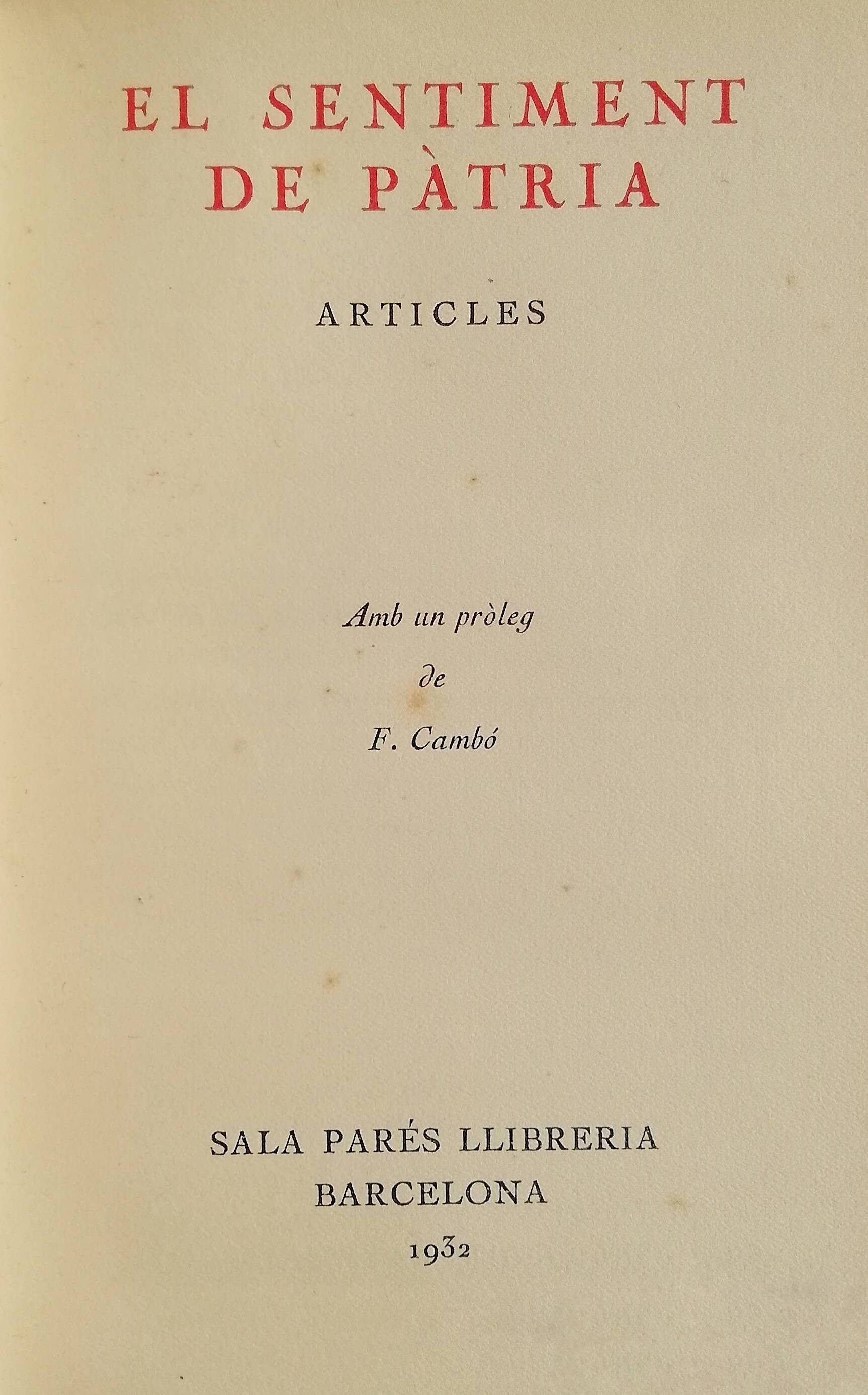
El Sentiment de Pàtria - Articles. Volum XIII de les obres completes de Joan Maragall publicades a la Sala Parés l'any 1932

El segon Maragall (1890-1901) es va integrar dins la societat burgesa, acceptant de manera acrítica el catolicisme com a part del seu nou ordre, però sense fer-ne bandera. Va escriure molt poc sobre qüestions religioses. Progressivament, va anar incorporant l'ideari juvenil «d'anar sempre més enllà; anar sempre més amunt» que materialitzaria al seu Excèlsior. Poèticament, Maragall va expressar la seva fidelitat a una religió còsmica no institucionalitzada.
A la tercera etapa (1901-1906), va fer una crida a recuperar les dimensions espirituals de l'ésser humà, tractant als seus escrits les qüestions religioses des d'una òptica força convencional. Mantingué un distanciament dels que representaven l'ortodòxia (Torras i Bages i Gaudí). Comença a elaborar una poètica amb una reflexió clarament religiosa, descrivint, i fins i tot, experiències místiques viscudes.
L'última etapa (1906-1911) situa la seva obra en una reflexió sobre l'origen i la finalitat religiosa de l'home. Feu una crida als seus coetanis impulsant la recerca d'una fe viva i reflexionà a fons sobre la relació entre el temps i l'eternitat. Maragall conclogué que els humans han de convertir tots els instants en eterns, assolint una reconciliació del més enllà amb el més ençà.

### La visió d'Espanya
Els desastres colonials d'Espanya de 1898 varen comportar una crisi de consciència, un estat d'ànim on es barrejaven el despit, la vergonya i el menyspreu del passat amb un desig de redreç. Mentre la generació del 98 volia «europeïtzar» Espanya, Unamuno la volia «africanitzar». En aquest context Maragall va publicar els seus «tres cants de guerra»: Els adéus, Oda a Espanya i Cant del retorn. El catalanisme irrompia en la política però les velles oligarquies es varen refer i la veu dels regeneradors, clamant en el desert, va anar extingint-se. Maragall va expressar en la seva Oda a Espanya el repudi per l'Espanya oficial, una Espanya subdesenvolupada regida per una oligarquia agrària, oposada al progrés català originat pel catalanisme polític.

Els Fets del ¡Cu-Cut! del 25 de novembre de 1905, que varen suposar una fita i la posterior creació de Solidaritat Catalana, varen fer esperançar Maragall que va manifestar: 
| « | Solidaritat és la terra, ho sents? És la terra que s'alça en els seus homes... I la terra no és carlina, ni republicana, ni monàrquica, sinó que és ella mateixa, que crida, que vol son esperit propi per a regir-se. I mentre duri el crit de la terra no hi ha pobres, ni rics, ni ciutats, ni pagesies, ni partits, ni res sobre d'ella més que un gran afany d'acallar-la i satisfer-la; perquè sols quan ella sia en pau podrà cadascú ser republicà, carlí, pagès, blanc o negre, pobre o ric... Que no ho veieu? És un alçament. | » |

Amb tot va identificar la baixa capacitat d'un moviment reivindicatiu per redreçar Espanya i va començar a forjar un ideal de superació, de síntesi, sota la idea de l'ideal ibèric: la federació que uniria com a pobles lliures totes les pàtries naturals, totes les llengües peninsulars.
Va ser en aquesta línia quan el 5 de maig de 1908 va publicar l'article «Visca Espanya», tota una definició de la seva interpretació d'una Espanya integradora i respectuosa amb els seus pobles.
Tot i que Maragall va adonar-se que el seu iberisme no tenia partidaris ni a Lisboa, ni a Madrid, ni gairebé tampoc a Catalunya, estava convençut que la Federació Ibèrica era l'únic camí de salvament. A l'article L'ideal ibèric, coetani, Himne Ibèric, desenvolupà i raonà les idees que li servien de base: «la integritat de la pàtria». Per a Maragall, la «pàtria ibèrica comuna», com ell diu, «hauria d'ésser la unió política de les diverses pàtries naturals o llengües peninsulars: federació de Portugal, Castella, Bascònia i Catalunya».
Per a entendre el posicionament espanyol sobre el català, manifestava: «L'entestament dels castellans que no s'escrigui en altra llengua que no sigui la castellana, ni se'n parli més que en castellà, obeeix a la seva lleugeresa de caràcter i a la seva egoista mandra que li són comunes amb els francesos que s'entesten que el seu idioma sigui llengua universal».

### La Setmana Tràgica
Joan Maragall mai no va estar vinculat a cap partit ni es va involucrar en política, tot i que va fer servir els seus articles al Diario de Barcelona i a La Veu de Catalunya per a expressar les seves idees polítiques. Un dels episodis en què va prendre partit va ser la Setmana Tràgica que, quan va succeir (26 de juliol al 2 d'agost de 1909), va trobar a Maragall a Caldetes, i així que va poder tornar a Barcelona, va recórrer amb el seu amic Josep Pijoan els llocs afectats. Maragall va decidir parlar mitjançant els seus escrits. El dos d'octubre (edició del matí) de 1909 va aparèixer a La Veu de Catalunya l'article Ah! Barcelona, on acusava subtilment a la ciutadania de Barcelona, mirant de despertar la consciència col·lectivaPlantilla:Benet i proposant l'amor com a potència regeneradora.
Com que hi havia detinguts, alguns de dubtosa culpabilitat, va escriure el 10 d'octubre La Ciutat del Perdó on Maragall feia una crítica ferotge a la burgesia dominant i els demanava que exigissin l'indult de Francesc Ferrer i Guàrdia i altres detinguts; Prat de la Riba, director de La Veu de Catalunya va impedir la seva publicació a causa del compromís que tenia amb el president Maura.
Finalment, va escriure l'article La Iglésia cremada inspirat en el fort impacte que li va causar l'assistència a una missa dins d'una de les esglésies que havien estat cremades. Fa un discurs crític cap al distanciament entre la institució i el poble, amb una progressiva identificació amb els posicionaments de la burgesia, mantenint, per exemple, barreres culturals com la utilització del llatí, o l'ostentació de riquesa dels temples. L'article descriu un imaginari sermó crític fet pel mossèn als feligresos; descriu a continuació la reacció entre els «ben pensants» –nom amb què es coneixia els burgesos lectors de La Veu de Catalunya–, i de com ressonarien les paraules del sermó, unes paraules que de fet ja estaven a l'aire des de feia temps; a l'escrit, acaba criticant directament la falsa pietat de la burgesia. Aquesta posició era compartida amb sectors crítics de dins l'Església com en el cas del jesuïta Ignasi Casanovas i Camprubí, qui també es va pronunciar arran dels fets.

## Maragall traductor
L'interès juvenil de Joan Maragall per l'obra dels autors alemanys, influït per Teodor Llorente, el va portar a interessar-se per l'alemany amb l'objectiu de poder llegir l'obra en la llengua original. Però el que havia començat com una necessitat instrumental es va convertir en una activitat permanent en la vida de Maragall. Estava convençut que traduir altres llengües ajudava a modernitzar la pròpia llengua. En el moment que Maragall va començar a escriure, el català escrit no estava encara normalitzat i existia una inquietud per aconseguir unes regles harmonitzades que evitessin certes llicències tant dels escriptors com dels editors. Les traduccions, a més, suposaven l'obertura de la literatura catalana als continguts i models de la literatura internacional; traduint les millors obres, s'incorporaven els continguts universals millorant la formació espiritual, i es marcava el camí cap al progrés humà.
Maragall va traduir una ampla selecció d'obres de Goethe, Novalis –(Enric d'Osterdingen)– i Nietzsche, així com obres d'autors clàssics com Homer i Píndar. A aquests treballs més voluminosos cal afegir les múltiples traduccions de cançons populars de Mendelssohn, Brahms o Schumann, i poesies de Eichendorff, Daudet, Lamartine o Reinick.
Les primeres traduccions de Goethe varen ser publicades entre 1898-1891 a La Il·lustració Catalana, continuant a L'Avenç fins al seu tancament el 1893. En aquell moment, Maragall treballava en cançons per a l'Orfeó Català; dins del programa musical d'aquest grup coral es troben traduccions de peces de Wilhelm Müller, Reinick, Friedrich Rückert, escenes del Parsifal de Wagner i alguna coral de Bach. L'any 1898 va publicar a Catalònia les seves traduccions de Nietzsche i Ifigènia a Tàurida de Goethe, que posteriorment es va editar en un llibre. Les traduccions dels darrers anys varen aparèixer a les revistes Joventut i La Cataluña. Amb tot, el 18 de novembre de 1911, un mes abans de la seva mort, en una carta dirigida a Pere Bosch i Gimpera confessava les seves dificultats per entendre la parla alemanya.
L'any 1911 va començar a traduir els Himnes Homèrics que foren publicats pòstumament per l'Institut d'Estudis Catalans.

## Influències clàssiques
Joan Maragall associava el classicisme amb la retòrica, que considerava impersonal i oposada a la poesia segons la teoria de la «Paraula viva». Va ser a través de la literatura de l'escriptor alemany Goethe que Maragall va poder comprendre l'esperit clàssic que fins aleshores sempre havia rebutjat per l'embolcall formal complex. A més, gràcies a una representació d'Èdip Rei, va començar a apreciar la intemporalitat de la tragèdia grega. També se sap que Maragall llegia Virgili: és l'únic poeta llatí que cita.
L'Odissea d'Homer i la tragèdia Nausica de Goethe van causar un canvi en l'èpica de Maragall, que va esdevenir més natural. A Nausica, Maragall utilitza matèria homèrica dels cants VI al XII de l'Odissea i aprofita alguns aspectes dramàtics de la figura de l'heroi «que el fan més popular, més fabulós i extraordinari, però també més ultrat, protagonista de “grans tragèdies”, més terrible». L'autor va intuir l'alè de l'Odissea i va intentar aconseguir un efecte semblant amb els recursos de la prosòdia catalana.
Lluís Segalà, l'encarregat del treball tècnic de la renovació de la cultura humanística catalana el segle xx, va confiar diversos treballs a Maragall com ara la traducció en vers català del text grec Primera Olímpica de Píndar (que va haver de fer basant-se en les obres traduïdes al castellà per Francesc Barjau i Luis de León, ja que Maragall no sabia grec i no en va aprendre mai). En traduir el poema pindàric, Maragall usava decasíl·labs i hexasíl·labs, de manera que no tenia en compte la mètrica, tot i que sí que va respectar les imatges i metàfores.
També per encàrrec de Segalà, Maragall va passar l'últim any de la seva vida posant en hexàmetres catalans la traducció literal que Pere Bosch i Gimpera havia fet dels Himnes Homèrics. Aquesta obra va ser l'exemple més clar de poesia espontània amb què va trobar-se i és també on es troba el català més ambiciós de Maragall, en el qual es planteja i mira de resoldre més problemes.
Maragall va establir les bases per a l'adaptació catalana del vers èpic que després Riba portaria a la perfecció. Així, doncs, es pot considerar que Maragall va ser qui va desbrossar el camí per a altres autors com ara Riba.

## Llegat
El llegat de Joan Maragall és present en els fets materials i en les conseqüències de la seva obra. La seva casa familiar al carrer d'Alfons XII de Barcelona allotja l'Arxiu Joan Maragall, un centre patrimonial on es conserva informació de l'autor. Disposar dels escrits originals, notes o correccions d'articles és un privilegi que cal agrair a l'exemplar dedicació de la seva família. De fet, va ser la família qui es va encarregar de la primera publicació de les obres completes, a càrrec de l'Editorial Gustavo Gili. Alhora, la seva família és una altra part important del seu llegat. Clara Noble i els seus fills varen lluitar per perpetuar la memòria del poeta. D'ell varen heretar l'interès pel país i per la cultura; varen ser polítics, filòsofs, escriptors, pintors, escultors, tot perpetuant la nissaga. Un dels seus nebots, en Josep Lleonart i Maragall, també va seguir la petja del seu oncle, i va ser escriptor, poeta i traductor.

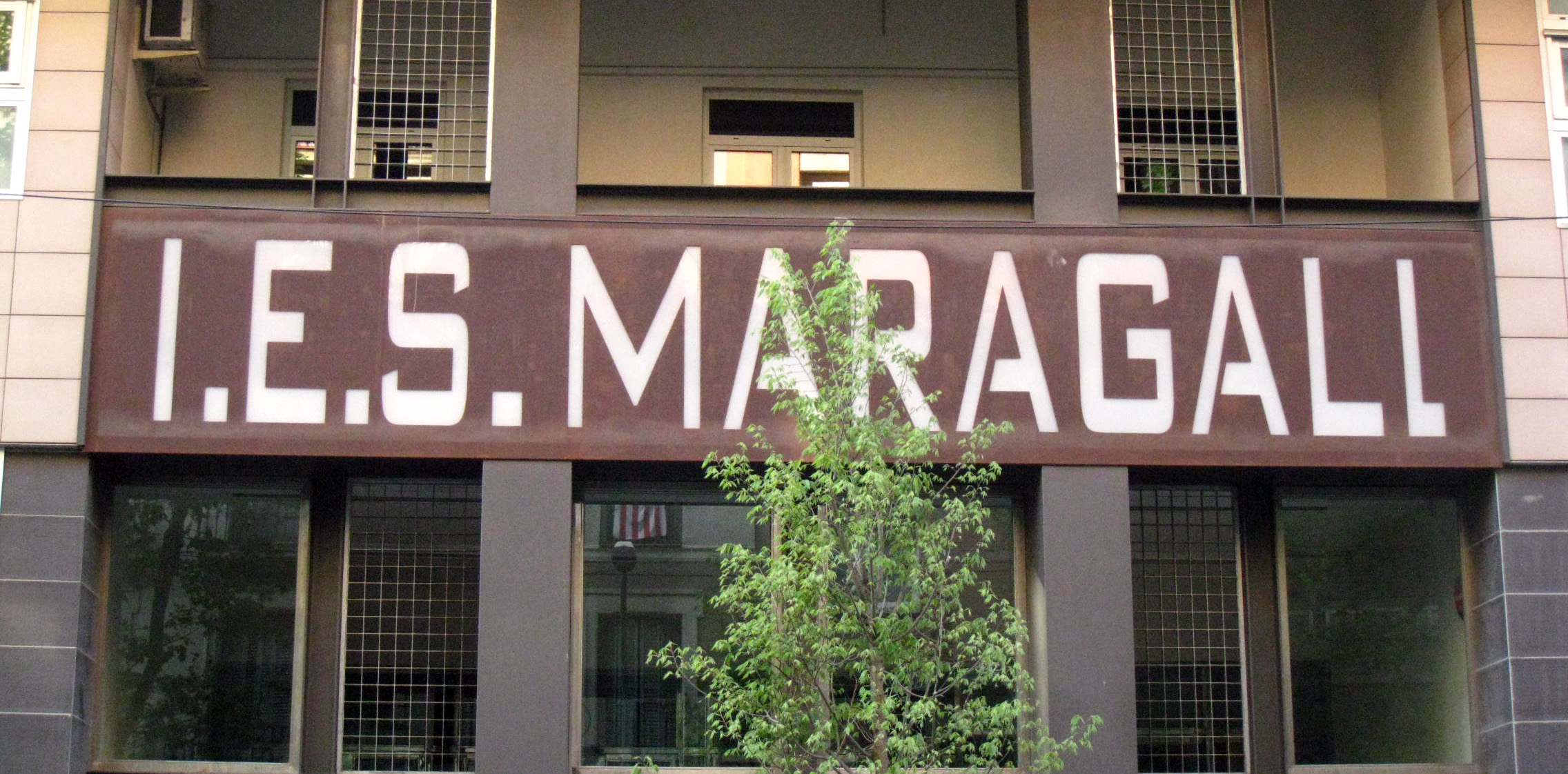
IES Maragall al carrer de Provença, 187, una de les moltes institucions escolars batejades en honor del poeta, en aquest cas en ocasió del vintè aniversari de la seva mort, el 1931

Pel que fa a la seva obra, varen ser molts els seus seguidors, si bé l'espontaneïtat i la nova estètica imposada amb la teoria de la paraula viva, tan personal, va fer dir a Carles Riba que no tenia fórmules transmissibles, i fou així que Maragall no pogué tenir seguidors/potenciadors sinó imitadors com Francesc Pujols, Josep Pijoan, Joan Maria Guasch o Joan Llongueres. A la llarga, aquests autors van connectar amb les tendències classicitzants –o es dissolgueren com a poetes espontanis–, des de l'École Romane de Jean Moréas fins al parnassianisme, recollint també l'empremta de Nietzsche. Un seguidor especial del seu frustrat iberisme va ser Salvador Espriu, concretament en La pell de brau, de la qual dirà: «és una mena de prolongació del missatge de Maragall al seu poema "Ibèria"».
L'Institut d'Estudis Catalans va crear el premi Joan Maragall en el seu honor per premiar el «millor treball d'investigació sobre Maragall, la seva vida, la seva obra, la seva llengua, o bé sobre qüestions d'antecedents i influències.».

## Premis i honors
Maragall va rebre els següents premis i honors majors al llarg de la seva vida:
- 1881 - Flor Natural als Jocs Florals de Badalona per Dins la cambra.
- 1894 - Englantina als Jocs Florals de Barcelona per La sardana.
- 1896 - Viola d'Or i Argent als Jocs Florals de Barcelona per  El mal caçador.
- 1904 - Flor Natural als Jocs Florals de Barcelona per Glosa.
- 1904 - Mestre en Gai Saber en haver guanyat més de tres premis als Jocs Florals.
- 1910 - Premi Fastenrath als Jocs Florals de Barcelona per Enllà.
- 1971 - Un retrat seu forma part de la Galeria de Catalans Il·lustres de l'Ajuntament de Barcelona.[98]

## Publicacions de la seva obra

### Edicions en vida de Maragall[99]
- Poesias. Originals i traduccions, La Ilustració Catalana, Barcelona, 1891.
- ( llegiu-lo)  Poesies. L'Avenç, Barcelona, 1895.
- ( llegiu-lo)  Joan Sardà. Estudi necrològic, L'Avenç, Barcelona, 1900.
- ( llegiu-lo)  Visions & Cants, L'Avenç, Barcelona, 1900.
- El sentimiento catalanista. Trágico conflicto. La Patria Nueva. Con la síntesis del Programa de Manresa, B. Rodríguez Serra, Madrid, [1902].
- Les disperses. Poesies originals i traduccions de Goethe, pròleg de Lluís Via, Joventut, Barcelona, 1904.
- De les reials jornades, L'Avenç, Barcelona, 1904.
- Artículos (1893-1903), Fidel Giró, Barcelona, 1904.
- ( llegiu-lo)  Enllà. Poesies, L'Avenç, Barcelona, 1906.
- Elogi de la poesia, Bartomeu Baixarias, Barcelona, 1909.
- Tria. Llibre de lectures selectes, en prosa i vers, per als nois i noies de les escoles i col·legis de Catalunya, Dalmau Carles, Girona, 1909.
- ( llegiu-lo)  Seqüències. Poesies, L'Avenç, Barcelona, 1911.

### Obres completes[100]
- Obres completes, 11 vols., Edició de la Viuda, Gustau Gili, Barcelona, 1912-13 (dels dos primers volums, que contenen l'obra en vers, se'n feu una segona edició el 1918). Amb pròlegs de Joaquim Ruyra i Oms (al vol. I de Poesies, 1912) i Miquel dels Sants Oliver (al vol. I d'Artículos, 1912).
- Obres completes. Edició definitiva, 25 vols., direcció: Joan Estelrich, Edició dels Fills de Joan Maragall, Sala Parés llibreria [tret del vol. XXV: Edimar], Barcelona, 1929-55. Amb pròlegs de Josep Maria Capdevila, Antoni M. de Barcelona, Miquel dels Sants Oliver, Carles Soldevila, Josep Farran i Mayoral, Josep M. de Sagarra, Ferran Valls i Taberner, Josep Lleonart, Carles Rahola, Gaziel, Manuel Reventós, Agustí Esclasans, Francesc Cambó, Carles Cardó, Miquel d'Esplugues, Joan Estelrich, Miguel de Unamuno, Josep Sebastià Pons, Manuel de Montoliu, Josep Carner, Francesc Pujols, Carles Riba i Eugeni d'Ors.

- Obres completes, 1 vol., Selecta, Barcelona, 1947. Amb pròlegs de Josep M. Capdevila (reproducció del que encapçala el primer volum de l'edició dels Fills) i Miquel dels Sants Oliver (reproducció del que encapçala el sisè volum de l'edició de Gustau Gili).
- Obres completes, 2 vols., Selecta, Barcelona, 1960-61 (el primer volum, Obra catalana, fou reeditat el 1970 i el 1981; el segon, Obra castellana, fou reeditat el 1981). El primer volum conté la cronologia elaborada per Solervicens (reproducció de la publicada al vol. XXV de l'Edició dels Fills), un pròleg de Josep Carner i, en apèndix, els textos poètics de Pijoan ja publicats al vol. XXV de l'Edició dels Fills, el pròleg de Ruyra a l'edició de Gustau Gili i vint-i-dos dels vint-i-tres pròlegs de l'Edició dels Fills (el que manca és el de Miquel dels Sants Oliver; d'aquests textos, els que havien estat publicats en castellà apareixen traduïts al català). El segon volum conté un pròleg de Pedro Laín Entralgo, dos textos inèdits que completen el primer volum, la cronologia de les obres de Maragall (reproducció de la publicada al vol. XXV de l'edició dels Fills), els dos pròlegs de l'edició de Gustau Gili i els vint-i-tres de l'edició dels Fills (que sumen vint-i-quatre textos, perquè el pròleg de Miquel dels Sants Oliver apareixia a les dues edicions; d'aquests textos, els que havien estat publicats en català apareixen traduïts al castellà), una àmplia bibliografia i diversos índexs.
- Obres completes, 5 vols., Edicions 62, Barcelona, 2020-2024. Equip editorial: Lluís Quintana Trias (director), Ignasi Moreta i Francesco Ardolino. Volums: I. Poesia i teatre. II. Prosa, 1. Articles 1892-1901. III. Prosa, 2. Articles 1902-1911. Articles inèdits. IV. Prosa, 3. Discursos. Pròlegs. opuscles. Llibres. V. Traduccions (en curs de publicació). Amb aparat crític.